# ГАЗ-3115
ГАЗ-3115 «Волга» — российский среднеразмерный автомобиль, созданный Горьковским автозаводом. Серийное производство данной модели налажено не было.
Был разработан в 2003 году. В отличие от предыдущих моделей новинка относилась к более низкому классу D. Этим самым заводом была предпринята попытка занять опустевшую нишу на рынке после прекращения производства автомобилей «Москвич».

## Технические характеристики
По дизайну и ходовой части новая «Волга» сильно отличалась от предшествующих моделей ГАЗ. Сохранив задний привод, вместо традиционных листовых рессор автомобиль получил независимую многорычажную подвеску на подрамнике, дополненной стабилизатором поперечной устойчивости. Передняя подвеска — двухрычажная, с сильно разнесёнными рычагами по вертикали. Рулевой механизм реечный, с гидроусилителем. Все тормоза — дисковые. Коробка передач пятиступенчатая, в объединённом с картером сцепления блоке.
Первые экземпляры были оснащены 16-клапанным двигателем ЗМЗ-4062, впоследствии предполагалось устанавливать различные моторы объёмом от 1,7 л до 2,0 л, в том числе с турбонаддувом. Планировалась установка систем активной и пассивной безопасности.

## Производство
Всего было выпущено несколько опытных образцов. После постановки на конвейер отпускная цена автомобиля составила бы около 9 тыс. долларов США. Однако из-за высоких затрат на организацию производства (более 1 млрд долл), а также отсутствие опыта у автозавода в данном сегменте было принято решение о свёртывании дальнейших работ. Предприятие продолжило модернизацию морально устаревшей модификации 3110, отказавшись от создания своими силами принципиально новой модели в пользу лицензионной платформы Chrysler Sebring.